# Houston Rockets 1979-1980
La stagione 1979-80 degli Houston Rockets fu la 13ª nella NBA per la franchigia.
Gli Houston Rockets arrivarono secondi nella Central Division della Eastern Conference con un record di 41-41. Nei play-off vinsero il primo turno con i San Antonio Spurs (2-1), perdendo poi la semifinale di conference con i Boston Celtics (4-0).

## Roster
| N°  | Naz.                   | Ruolo | Sportivo         | Anno | Alt. | Peso |
| --- | ---------------------- | ----- | ---------------- | ---- | ---- | ---- |
| 2-4 | Stati Uniti (bandiera) | A     | Rick Barry       | 1944 | 201  | 93   |
| 5   | Stati Uniti (bandiera) | AC    | Billy Paultz     | 1948 | 211  | 107  |
| 6   | Stati Uniti (bandiera) | G     | Tom Henderson    | 1952 | 191  | 86   |
| 10  | Stati Uniti (bandiera) | G     | Mike Dunleavy    | 1954 | 191  | 82   |
| 11  | Stati Uniti (bandiera) | A     | Major Jones      | 1953 | 206  | 102  |
| 13  | Stati Uniti (bandiera) | AC    | Dwight Jones     | 1952 | 208  | 95   |
| 22  | Stati Uniti (bandiera) | A     | Alonzo Bradley   | 1953 | 198  | 86   |
| 23  | Stati Uniti (bandiera) | G     | Calvin Murphy    | 1948 | 175  | 75   |
| 24  | Stati Uniti (bandiera) | C     | Moses Malone     | 1955 | 208  | 98   |
| 30  | Stati Uniti (bandiera) | G     | Allen Leavell    | 1957 | 185  | 77   |
| 32  | Stati Uniti (bandiera) | G     | Rudy White       | 1953 | 188  | 88   |
| 34  | Stati Uniti (bandiera) | AC    | John Shumate     | 1952 | 206  | 107  |
| 45  | Stati Uniti (bandiera) | A     | Rudy Tomjanovich | 1948 | 203  | 99   |
| 50  | Stati Uniti (bandiera) | GA    | Robert Reid      | 1955 | 203  | 93   |
| 54  | Stati Uniti (bandiera) | AC    | Paul Mokeski     | 1957 | 213  | 113  |

## Staff tecnico
- Allenatore: Del Harris
- Vice-allenatori: Scotty Robertson, Herb Brown